# FS ETR 300

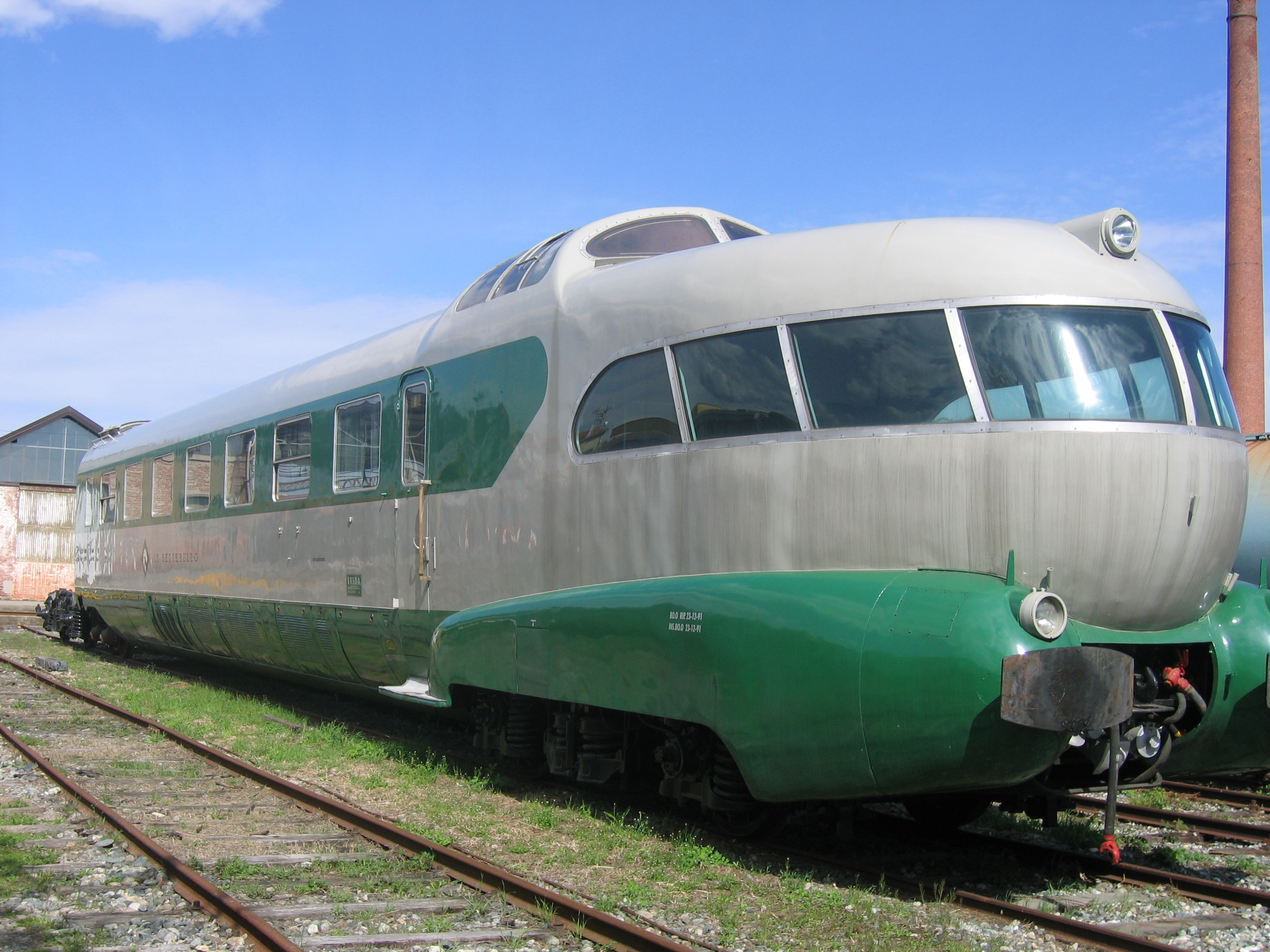
Kop van een ETR300 Settebello

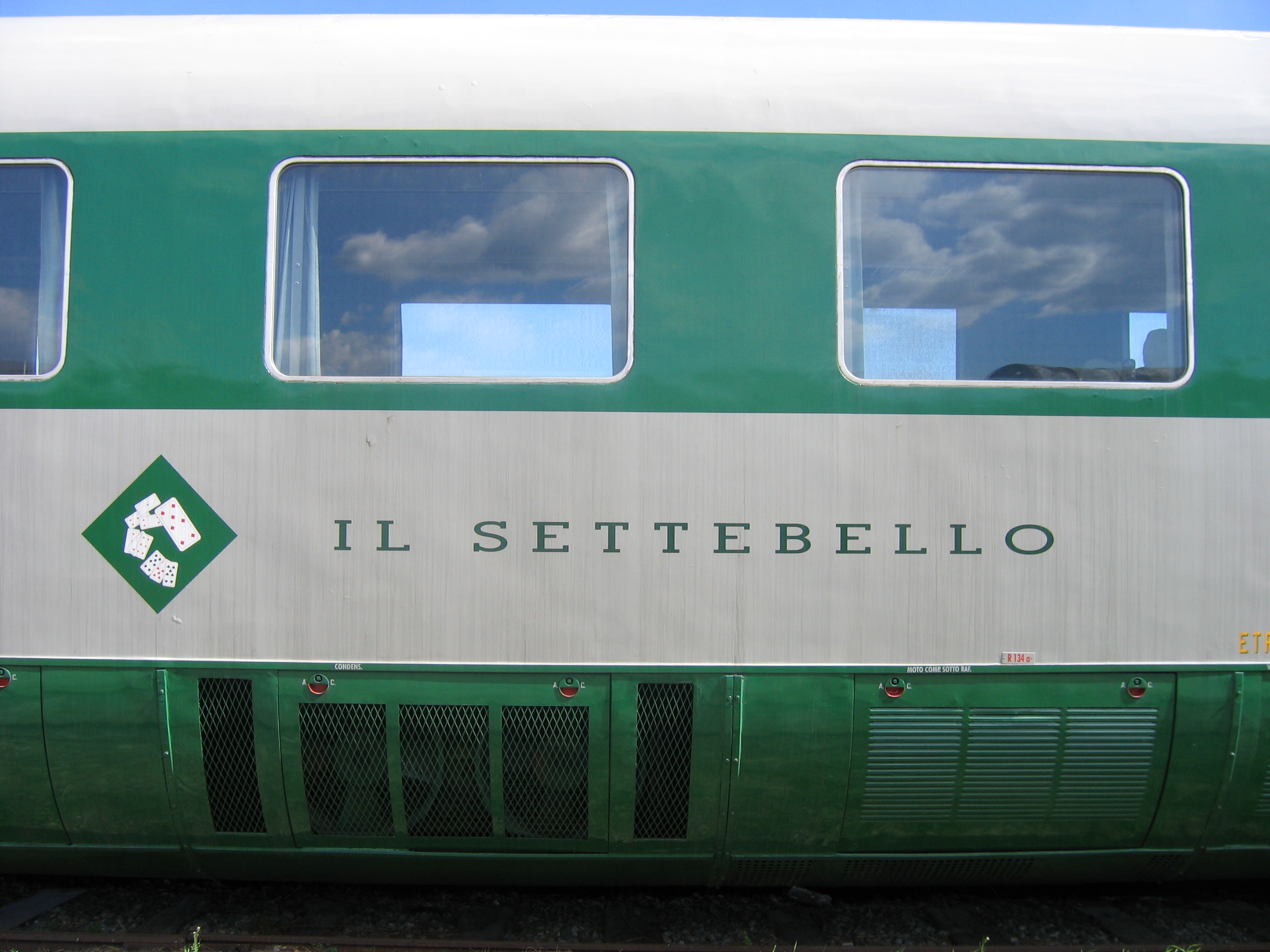
De Gelukkige 7 Il Settebello

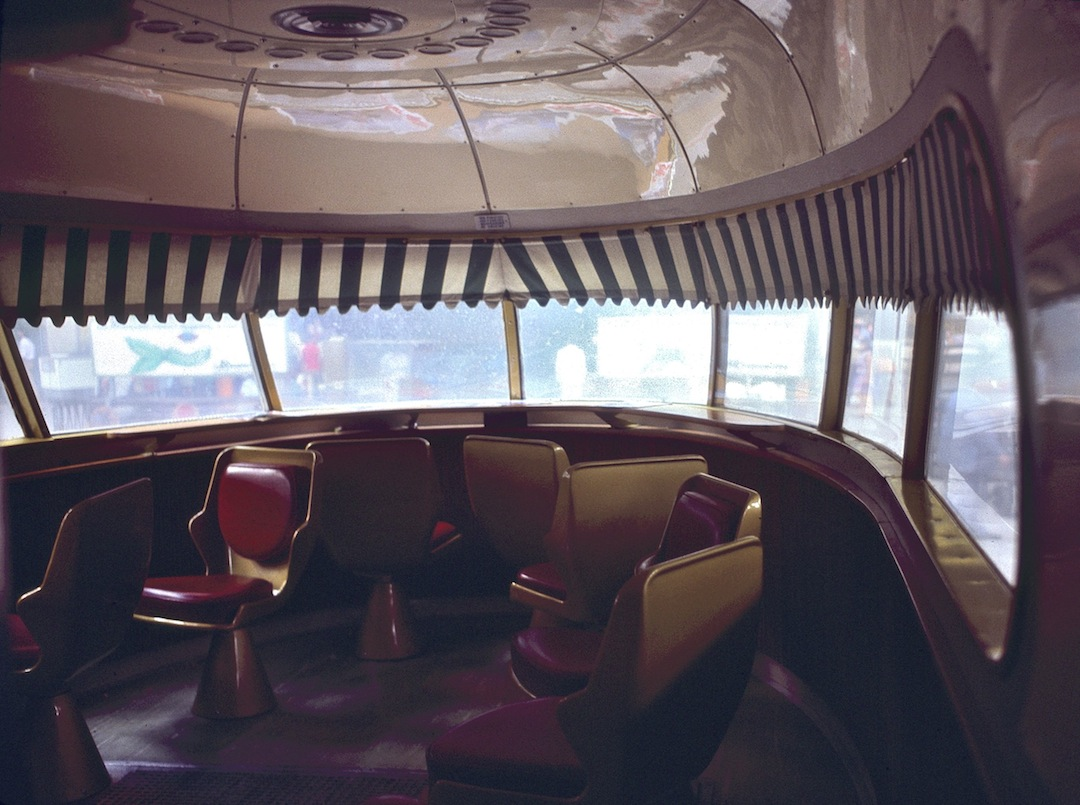
De salon van de ETR 300 (1983)

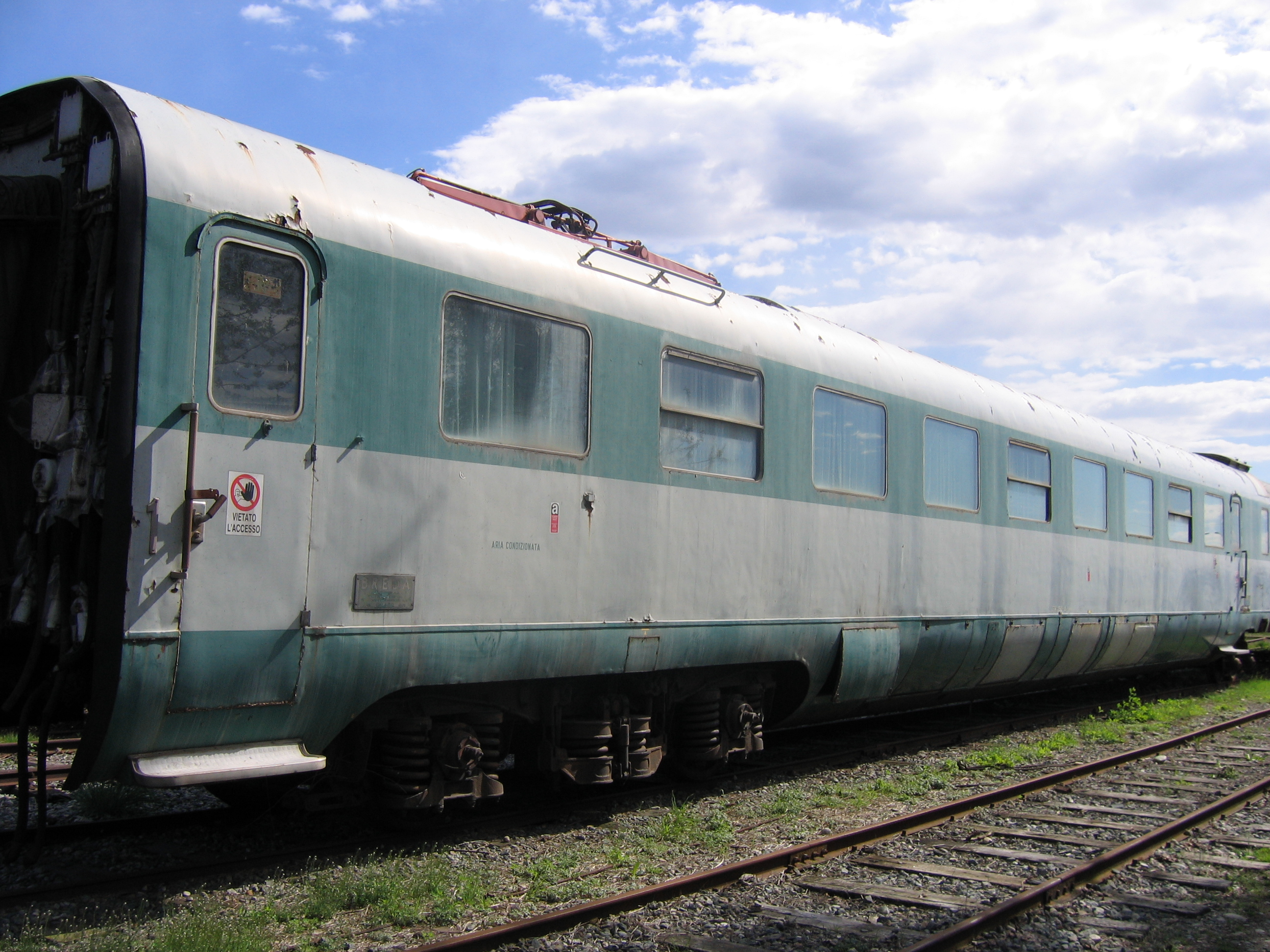
Rijtuig van de Settebello in desolate staat

De ETR 300 was een Italiaans luxetreinstel voor de langeafstanden en is bekend geworden onder de bijnaam Settebello vanwege het gebruik op de Trans Europ Express Settebello.

## Geschiedenis
Na de Tweede Wereldoorlog werkten de Italiaanse, Zwitserse en Franse spoorwegen aan het CASIMIRO (CAlais-SImplon-MIlano-ROma) project om op de route van de Simplon Express een luxe elektrischetrein te realiseren. De Italianen kwamen spoedig met een ontwerp voor een treinstel met verhoogde machinisten cabines, de Elettro Treno Rapido 300. Al tijdens de bouw door Breda kreeg het treinstel de bijnaam Settebello of Il Settebello (Nederlands: De Gelukkige 7), een verwijzing naar een kaart uit het Italiaans kaartspel Scopa en de zeven bakken van het treinstel. Het Italiaanse treinstel was echter alleen geschikt voor 3000 V= en derhalve niet bruikbaar op de hele CASIMIRO route.

## Kenmerken
Het treinstel onderscheidde zich van de andere treinen door zijn ongekende luxe. Kenmerkend voor de Settebello was zijn bolle neus. In tegenstelling tot andere treintypen zat de machinist niet voor in de trein, maar was deze gezeten in een koepel op het dak van de trein. Door deze opzet kon de neus van deze trein gebruikt worden als salon, in de neus werden panoramaruiten geplaatst en tevens werd de neus van luxueuze stoelen voorzien zodat de passagiers vrij zicht hadden op het baanvak. Het treinstel was als volgt samengesteld: 1 kop rijtuig - 1 coupé rijtuig - 1 bar/restaurant rijtuig - 1 keuken rijtuig - 1 bagage/coupé rijtuig - 1 coupé rijtuig - 1 kop rijtuig. Van dit zevendelig treinstel zijn er drie exemplaren gebouwd, twee in 1952 en één in 1959. In 1960 kwam er een variant met vier rijtuigen op de baan, de Arlecchino (Harlekijn), type ETR 250, waarvan er vier zijn gebouwd. Deze hadden alleen eersteklasplaatsen. De treinstellen waren, tot de komst van de Pendolino, meer dan 30 jaar lang de trots van de Italiaanse spoorwegen (FS).

## Inzet
De ETR 300 werd in 1952 ingezet op het traject Milaan - Napels om vanaf 1953 te worden ingekort tot Milaan - Rome. In 1968 werd de treindienst als Settebello in de dienstregeling opgenomen. In 1970 werden de treinstellen opgevoerd van een maximumsnelheid van 160 km/u tot 200 km/u. In 1974 volgde de classificatie als Trans Europ Express. In 1976 werd de trein vernoemd naar het Colosseum in Rome. Het treinstel voerde de naam Colosseo in actieve dienst tot 1984 en tot 1987 voor speciale ritten. Bij het grote publiek sloeg de naam echter niet aan en het treinstel is nog steeds bekend onder zijn oude naam Settebello.
In 1992 werden de treinstellen buiten dienst gesteld en in 1998 gesloopt vanwege de aanwezigheid van asbest. In Ancona staat het enige overgebleven en compleet gerestaureerde treinstel, de 302.
Op het Piazza del Duomo in Milaan is nog een koprijtuig van de Settebello te bewonderen.